# Південно-Західна Африка
Півде́нно-За́хідна А́фрика (афр. Suidwes-Afrika; нім. Südwestafrika; нід. Zuidwest-Afrika) — назва, яка використовувалась для терену сучасної Республіки Намібія за часів колоніалізму під контролем Німецької імперії, а потім і Південної Африки.
Німецька колонія з 1884, знана як Німецька Південно-Західна Африка (нім. Südwestafrika). Німеччина мала проблеми з управлінням цим тереном через багато повстань, найзапекліше на чолі з керманичем повстанців Яковом Моренги. Головний порт, Волфіш-Бей, і Острови Пінгвінів були анексовані Великою Британією у склад Капської колонії в 1878 році, і стали частиною Південно-Африканського Союзу в 1910 році.
Згідно з Гельголандсько-Занзібарською угодою в 1890, Смуга Капріві вздовж північного кордону Бечуаналенду, повинна була надати Німеччині суверенний доступ до річки Замбезі; свою назву вона одержала на честь графа Лео фон Капріві, тогочасного німецького канцлера.
У 1915-му терен був виведений з німецького управління в ході кампанії у Південно-Західній Африці під час Першої світової війни. Після війни він був оголошений згідно з Версальським договором за мандатом Ліги Націй тереном під відповідальністю Південно-Африканського Союзу, включаючи Уолфіш-Бей.
Після Другої світової війни Південно-Африканський Союз не погодився перетворити Південно-Західну Африку в підопічну територію Організації Об'єднаних Націй. Це призвело до конфлікту між урядом і місцевим південноафриканським рухом незалежності, зокрема утвореним у 1960-му СВАПО.
У 1966 Генеральна Асамблея ООН прийняла резолюцію про скасування мандата ПАР над Південно-Західною Африкою. У 1971 Міжнародний суд оголосив південноафриканській контроль над цим районом незаконним.
Зрештою Південно-Західна Африка здобула незалежність у 1990-му й змінила свою назву на Намібія.
Уолфіш-Бей залишався під південноафриканським контролем до 1994.

## Бантустани

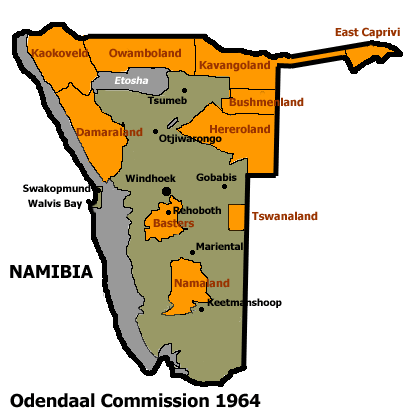
Бантустани

Південноафриканський уряд заснував 10 бантустанів в Південно-Західній Африці наприкінці 1960-х і початку 70-х років згідно з рішенням комісії Одендаала, трьом з яких було надано самоврядування. Вони були скасовані в травні 1989, й у 1991 увійшли до складу незалежної Намібії.
- Бастерленд
- Бушменленд
- Східний Капріві (самоврядування 1976)
- Герероленд (самоврядування 1970)
- Дамараленд
- Каванголенд (самоврядування 1973)
- Каоколенд
- Овамболенд
- Тсваналенд
- Намаленд